# Eilean Mullagrach
Eilean Mullagrach är en ö i Storbritannien.   Den ligger i kommunen Highland och riksdelen Skottland, i den norra delen av landet, 800 km nordväst om huvudstaden London. Arean är 0,53 kvadratkilometer.
Terrängen på Eilean Mullagrach är platt. Öns högsta punkt är 42 meter över havet. Den sträcker sig 1,1 kilometer i nord-sydlig riktning, och 0,8 kilometer i öst-västlig riktning.